# Black Wings Has My Angel
Black Wings Has My Angel é um filme dos gêneros crime, drama, suspense e romance que encontra-se em desenvolvimento.

## Enredo
No Colorado, um ex-presidiário faz assalto à mão armada, ajudado por uma garota de programa que ele conheceu em um motel em Mississippi.